# Honkajärvi (sjö i Finland, Kajanaland, lat 64,37, long 27,50)
Honkajärvi är en sjö i Finland. Den ligger i kommunen Paldamo i landskapet Kajanaland, i den centrala delen av landet, 500 km norr om huvudstaden Helsingfors. Honkajärvi ligger 147 meter över havet. I omgivningarna runt Honkajärvi växer i huvudsak blandskog. Arean är 47 hektar och strandlinjen är 4,4 kilometer lång. Sjön  ingår i Uleälvens huvudavrinningsområde. 